# گرگوری کرین
گرگوری رالف کرین (متولد ۲۹ اکتبر ۱۹۵۷) فیلولوژیست آمریکایی و متخصص در مطالعات یونانی کهن دیجیتال است.
گریگوری کرین در دانشگاه هاروارد در رشتهٔ مطالعات کلاسیک تحصیل کرد و از سال ۱۹۸۵ در پروژه پرسئوس که کتابخانه‌ای دیجیتال از متون باستان است مشارکت داشته و در حال حاضر سردبیر این پروژه است. اولین نسخهٔ این پایگاه داده در سال ۱۹۹۱ منتشر شد. در سال ۱۹۹۲، کرین در دانشگاه تافتس که در حال حاضر دفتر مرکزی پروژهٔ پرسئوس است مشغول به کار شد.
کرین برای کار خود در زمینه علوم انسانی دیجیتال جوایز متعددی دریافت کرده‌است. در سال ۲۰۱۰، گوگل از او برای پژوهش در زمینهٔ علوم انسانی دیجیتال تقدیر کرد. او در تاریخ ۱ آوریل ۲۰۱۳ علاوه بر مسندش در دانشگاه تافتس، کرسی الکساندر فون هومبولت در علوم انسانی دیجیتال دانشگاه لایپزیگ (در انستیتوی علوم رایانه‌ای) را نیز دریافت کرد.
تحقیقات کرین در علوم انسانی دیجیتال به ویژه بر حماسه در یونان و تاریخ‌نگاری یونان و روم متمرکز است.

## آثار
- Thucydides and the Ancient Simplicity. The Limits of Political Realism. Berkeley/Los Angeles 1998, ISBN 0-520-20789-0.
- Livy, Augustus, and the First Four Kings of Rome: A Study in Roman Historiography. Bachelorarbeit, Harvard University 1979
- Calypso. Stages of Afterlife and Immortality in the Odyssey. Dissertation, Harvard University 1985, اُسی‌ال‌سی ۹۱۹۷۸۷۶۶۰.
- Überarbeitete Fassung unter dem Titel: Calypso. Backgrounds and Conventions of the Odyssey. Frankfurt am Main 1988, ISBN 3-610-09016-2.
- The Blinded Eye: Thucydides and the New Written Word. London 1996, ISBN 0-8476-8130-0.

## پیوندها
- Universität Leipzig erhält hochkarätige Humboldt-Professur
- dh.uni-leipzig.de
- Informationen zum Open Philology Project (englisch)